# شهرستان یینان
شهرستان یینان (به لاتین: Yinan County) یک شهرستان‌های جمهوری خلق چین در چین است که در لینیای واقع شده‌است.